# Список организаций, поддержавших Stop Online Piracy Act
Законопроект Stop Online Piracy Act (SOPA или H.R. 3261) получил широкую поддержку со стороны организаций, чья деятельность основана на авторских правах, в том числе Американская ассоциация кинокомпаний (MPAA), Американская Ассоциация звукозаписывающей индустрии (RIAA), издательство Макмиллан, Viacom, и множество других компаний и объединений из сферы кабельного вещания, кино- и музыкальной индустрии.
22 декабря 2011 года Ламар Смит, спонсор законопроекта, опубликовал на веб-сайте юридического комитета палаты представителей список из 142 организаций, поддерживающих SOPA. Другие списки были опубликованы самими организациями.
После первой публикации список несколько раз обновлялся. По состоянию на утро 29 декабря 2011 года в официальном списке стало на 18 сторонников меньше, в том числе — всего 124 из 142 исходных сторонников. Растущая публичность этого списка на веб-сайтах, таких как Reddit, привела к тому, что можно называть PR-провалом для некоторых из сторонников в списке. Вероятно, первым и самым известным случаем можно считать компанию GoDaddy.com, популярного интернет-регистратора доменов и хостинг-провайдера, которая открыто поддерживала SOPA. В результате предложенного бойкота её услуг, что должно было побудить компанию отказаться от поддержки SOPA, GoDaddy понесла значительные потери, потеряв менее чем за неделю более 72 000 доменов. GoDaddy начала с объявления, что «больше не поддерживает законопроект SOPA», сменив вскоре это заявление на «GoDaddy ПРОТИВ SOPA».

## Организации, поддержавшие проект
Данные компании заявили о поддержке SOPA на этапе разработки законопроекта:
| - 60 Plus Association - Actors' Equity Association - American Broadcasting Company (ABC) - Alliance for Safe Online Pharmacies (ASOP) - American Bankers Association (ABA) - American Federation of Musicians (AFM) - American Federation of Television and Radio Artists (AFTRA) - American Society of Composers, Authors and Publishers (ASCAP) - Americans for Tax Reform - Artists and Allied Crafts of the United States - Association of American Publishers (AAP) - Association of State Criminal Investigative Agencies - Association of Talent Agents (ATA) - BMI - BMG Chrysalis - Building and Construction Trades Department - Capitol Records Nashville - CBS - Cengage Learning - Christian Music Trade Association - Church Music Publishers’ Association - Coalition Against Online Video Piracy (CAOVP) - Comcast/NBC Universal - Concerned Women for America (CWA) - Congressional Fire Services Institute - Copyhype - Copyright Alliance - Coty, Inc. - Council of Better Business Bureaus (CBBB) - Council of State Governments - Country Music Association - Country Music Television - Creative America - Deluxe Digital Studios - Directors Guild of America (DGA) - Disney Publishing Worldwide, Inc. - Elsevier - ESPN - Estée Lauder Companies - Foundation for Job Creation (www.jobcreation.us) - Fraternal Order of Police (FOP) - Gospel Music Association - Graphic Artists Guild | - Hachette Book Group - HarperCollins Publishers Worldwide, Inc. - Hyperion Books - Independent Film & Television Alliance (IFTA) - International Alliance of Theatrical and Stage Employees (IATSE) - International AntiCounterfeiting Coalition (IACC) - International Brotherhood of Electrical Workers (IBEW) - International Brotherhood of Teamsters (IBT) - International Trademark Association (INTA) - International Union of Police Associations - L’Oreal - Lost Highway Records - Macmillan - Major County Sheriffs - Major League Baseball - Majority City Chiefs - Marvel Entertainment, LLC - MasterCard Worldwide - MCA Records - McGraw-Hill Education - Mercury Nashville - Minor League Baseball (MiLB) - Minority Media & Telecom Council (MMTC) - Motion Picture Association of America (MPAA) - Moving Picture Technicians - MPA – The Association of Magazine Media - National Association of Manufacturers (NAM) - National Association of Prosecutor Coordinators - National Association of State Chief Information Officers - National Cable & Telecommunications Association (NCTA) - National Center for Victims of Crime - National Criminal Justice Association - National District Attorneys Association - National Domestic Preparedness Coalition - National Football League - National Governors Association, Economic Development and Commerce Committee - National League of Cities - National Narcotics Officers’ Associations’ Coalition - National Sheriffs' Association (NSA) - National Songwriters Association - National Troopers Coalition - News Corporation | - Nike, Inc. - Pearson Education - Penguin Group (USA), Inc. - Pharmaceutical Research and Manufacturers of America (PhRMA) - Pfizer, Inc. - Provident Music Group - Random House - Raulet Property Partners - Republic Nashville - Revlon - Scholastic, Inc. - Screen Actors Guild (SAG) - SESAC - Showdog Universal Music - Sony/ATV Music Publishing - Sony Music Entertainment - Sony Music Nashville - State International Development Organization (SIDO) - The National Association of Theatre Owners (NATO) - Perseus Books Group - United States Conference of Mayors - Tiffany & Co. - Time Warner - True Religion Brand Jeans - UMG Publishing Group Nashville - United States Chamber of Commerce - United States Olympic Committee - United States Tennis Association - Universal Music - Universal Music Publishing Group - Viacom - Visa Inc. - W.W. Norton & Company - Wallace Bajjali Development Partners, L.P. - Warner Music Group - Warner Music Nashville - Wolters Kluwer Health - Word Entertainment - World Wrestling Entertainmen - Zuffa - Zumba Fitness, LLC |

Замечание: перечислены 124 организации.

## Организации, отказавшиеся от поддержки
Ниже перечислены организации, названия которых были исключены из перечня поддержавших Stop Online Piracy Act:
| - Apple Inc. - Baker & Hostetler LLP - Beachbody, LLC - Covington & Burling LLP - Cowan, DeBaets, Abrahams & Sheppard LLP - Cowan, Liebowitz & Latman, P.C. - Davis Wright Tremaine LLP - Electronic Arts* - EMI - Entertainment Software Association (ESA) | - Go Daddy - Irell & Manella LLP - Jenner & Block LLP - Kelley Drye & Warren LLP - Kendall Brill & Klieger LLP - Kinsella Weitzman Iser Kump & Aldisert LLP - Lathrop & Gage LLP - Loeb & Loeb LLP - Mitchell Silberberg & Knupp LLP - Morrison & Foerster LLP | - Nintendo* - Patterson Belknap Webb & Tyler LLP - Phillips Nizer, LLP - Proskauer Rose LLP - Robins, Kaplan, Miller & Ciresi LLP - Shearman & Sterling LLP - Simpson Thacher & Bartlett LLP - Skadden, Arps, Slate, Meagher & Flom LLP - Sony Computer Entertainment* - White & Case LLP |

* Эта компания входит в число участников ассоциации Entertainment Software Association (ESA), отказавшейся от поддержки SOPA.
Замечание: перечислены 23 организации.
(основано на сравнении исходного списка из 142 компаний и текущей версии от 29 декабря 2011 года)